# 希蒙·赫鲁贝茨
希蒙·赫鲁贝茨（捷克語：Šimon Hrubec，1991年6月30日—），捷克男子冰球运动员，场上位置是守门员。他曾代表捷克国家队参加2022年冬季奥林匹克运动会冰球比赛，获得第九名。